# Anti-Fascist Action
 (novembre 2017).
L'Anti-Fascist Action (AFA) est un réseau décentralisé antifasciste créée en 1985 à Londres (Royaume-Uni) au sein du mouvement Skinhead en réaction a la tentative de récupération du mouvement par le national front et le British national mouvement qui développeront le mouvement Boneheads et à la montée de l'extrême droite qui s'est ensuite peu à peu exportée dans plusieurs pays d'Europe puis dans le monde.
L'AFA se situe dans la lignée d'associations antifascistes britanniques de l'immédiat après-guerre telles que le Groupe 43 puis le Groupe 62. Elle s'est distinguée par ses confrontations physiques à des organisations qu'elle qualifie de racistes et néo-nazies et a été critiquée pour son usage de la violence.

### Témoignages
- Anti-Fascist Action: an Anarchist Perspective, Kate Sharpley Library, 2007, 20 p.  (ISBN 9781873605493)
- Sean Birchall, Beating The Fascists: The Untold Story of Anti-Fascist Action, Freedom Press, 2010, 416 p.  (ISBN 9781904491125)
- K. Bullstreet, Bash the Fash: Anti-fascist Recollections, 1984-93, Kate Sharpley Library, 2001, 36 p.  (ISBN 9781873605875)
- Dave Hann, Steve Tilzey, No Retreat: The Secret War Between Britain's Anti-fascists and the Far Right, Milo Books, 2003, 304 p.  (ISBN 9781903854228)
- Dave Hann, Physical Resistance: A Hundred Years of Anti-Fascism, Zero Books, 2013,  (ISBN 9781780991771)

### Travaux
- Centre de recherche, d'information et de documentation antiraciste, Rapport 1996 : panorama des actes racistes et de l’extrémisme de droite en Europe, CEDIDELP/CRIDA, 1995, 256 p.  (ISBN 9782910887018)
- L'Europe en chemise brune: néo-fascistes, néo-nazis, et national-populismes en Europe de l'Ouest depuis 1945, Réflex, 2000, 160 p.  (ISBN 9782950712400)
- Peter Barberis, John McHugh, Mike Tyldesley, Encyclopedia of British and Irish Political Organizations: Parties, Groups and Movements of the 20th Century, Continuum International Publishing Group, 2000, 576 p.  (ISBN 9780826458148)
- Rafaela M. Dancygier, Immigration and Conflict in Europe, Cambridge University Press, 2010, 345 p.  (ISBN 9781139490498)
- Roger Eatwell, Matthew J. Goodwin, New Extremism in Twenty-first Century Britain, Routledge, 2010, 258 p.  (ISBN 9780415494342)
- Gabriel Kuhn, Soccer Vs. the State: Tackling Football and Radical Politics, PM Press, 2011, 240 p.  (ISBN 9781604865240)
- Paul Mercer, Directory of British Political Organisations 1994, Longman, 1994, 450 p.  (ISBN 9780582237292)